# Карповское (Буйский район)
Карповское — деревня в Буйском районе Костромской области. Входит в состав Центрального сельского поселения.

## География
Находится в западной части Костромской области на расстоянии приблизительно 25 км на север-северо-запад по прямой от районного центра города Буй на правобережье реки Кострома.

## История
В 1907 году здесь было учтено 39 дворов.

## Население
Постоянное население составляло 230 человек (1897 год), 228 (1907), 2 в 2002 году (русские 100 %), 0 в 2022.